# Parti d'Alenka Bratušek
 (juin 2018).
Si vous disposez d'ouvrages ou d'articles de référence ou si vous connaissez des sites web de qualité traitant du thème abordé ici, merci de compléter l'article en donnant les références utiles à sa vérifiabilité et en les liant à la section « Notes et références ».
Le Parti d'Alenka Bratušek (en slovène : Stranka Alenke Bratušek, SAB) est un parti politique slovène, centriste, fondé en 2014 par Alenka Bratušek, alors présidente du gouvernement, après qu'elle a quitté son parti Slovénie positive (PS). 

## Histoire
Lors des élections de 2014, le parti dépasse de peu le seuil de 4 % et obtient des élus contrairement à Slovénie positive. Le 21 novembre 2014, le parti adhère à l'Alliance des démocrates et des libéraux pour l'Europe.
Fondé sous le nom d’Alliance d'Alenka Bratušek (Zavezništvo Alenke Bratušek, ZaAB), le parti change de nom en mai 2016 pour devenir l’Alliance des sociaux-libéraux démocrates (Zavezništvo socialno-liberalnih demokratov, ZSLD). Il devient le Parti d'Alenka Bratušek en octobre 2017, afin de renforcer sa notoriété et sa reconnaissance dans la perspective des élections législatives de 2018.

## Résultats électoraux

### Élections législatives
| Année | %    | Rang  | Députés | Gouvernement                              |
| ----- | ---- | ----- | ------- | ----------------------------------------- |
| 2014  | 4,38 | 7e    | 4 / 90  | Opposition                                |
| 2018  | 5,11 | 7e () | 5 / 90  | Šarec (2018-2020), opposition (2020-2022) |
| 2022  | 2,60 | 9e () | 0 / 90  | Extra-parlementaire                       |

### Élections européennes
| Année | %    | Rang | Députés | Groupe |
| ----- | ---- | ---- | ------- | ------ |
| 2019  | 4,03 | 7e   | 0 / 8   | –      |